# Marija Težak
Marija Težak, slovenska telovadka, * 1. junij 1957, Ljubljana.
Težakova je za SFRJ nastopila na Poletnih olimpijskih igrah 1972 v Münchnu, ko je bila stara 15 let. Nastopila je na parterju, preskoku, dvovišinski bradlji, gredi, mnogoboju in ekipnem mnogoboju.